# Стари амам у Врању
Стари амам у Врању се налази у улици Петог конгреса бр. 24. Представља непокретно културно добро као споменик културе од великог значаја.

## Историја
У прошлости је овај објекат представљао турско парно купатило које је саграђено негде око 1690. године. Објекат је саграђен крајем 17. века и ради се о једноделном хамаму, где су се мушкарци и жене купали на смену.

## Изглед објекта
Материјал за изградњу хамама се састојао од тесаног камена и опеке. Кров је прекривен ћерамидом, на коме се налази пет купола, са стакленим окулусима који су служили за осветљавање унутрашњости хамама. Хамам у свом склопу поседује свлачионице, затим халват (места за купање) и хазису (резервоар за воду). Његово крстообразно решење основе блиско је најстаријим решењима турских купатила уопште, упркос чињеници да је овај хамам сазидан релативно после његових претходника.
Упркос радовима на обнови хамама, он је данас недоступан посетиоцима.